# Mark Isham
Mark Ware Isham (New York,  1951. szeptember 7. –) Grammy- és Primetime Emmy-díjas amerikai zenész. Trombitás és szintetizátoros, különböző műfajokban (beleértve dzsesszt és az elektronikus zenét alkot. Ezenkívül termékeny filmzeneszerző, számos filmen és televíziós sorozaton dolgozott: Az országút fantomja, Holtpont, Egerek és emberek, Nell, a remetelány, Penge, Ütközések  és Egyszer volt, hol nem volt.

## Élet és karrier
Isham New York City-ben született, Patricia (Hammond), egy hegedűs, and Howard Fuller Isham, a humán tárgyak professzorának fiaként.
A dissography kiterjedt és változatos, beleértve Group 87-tel és David Torn Cloud About Mercury nevű projektjével való együttműködését, és sessionokat olyan emberekkel, mint Joni Mitchell, Terry Bozzio, Bill Bruford, XTC, és Doug Lunn.
Isham Szcientológus. Felesége Donna Isham.

## Hatások
- Bernard Herrmann, Chet Baker, Elmer Bernstein, Jerry Goldsmith, Maurice Jarre, Miles Davis

## Hatott rá
- Chris Botti, Erik Truffaz

## Diszkográfia

### Mint együttműködő zenész
A Group 87-tel
- Group 87 (Columbia Records)
- A Career in Dada Processing (Capitol Records)

Art Lande-del
- Rubisa Patrol (ECM, 1976)
- Desert Marauders (ECM 1978)

Pharoah Sandersszel
- Journey to the One (Theresa, 1980)

Van Morrisonnal
- Live at the Grand Belfast Opera House (Mercury, 1984)

David Tornnal
- Cloud About Mercury (ECM)

### Stúdió albumok és együttműködések
- 1983 Vapor Drawings
- 1985 Film Music
- 1987 We Begin (with Art Lande)
- 1988 Castalia
- 1989 Tibet – a soundtrack
- 1990 Mark Isham
- 1991 Songs My Children Taught Me (music only, from the first four Rabbit Ears titles, see below)
- 1995 Blue Sun
- 1998 Mark Isham: A Windham Hill Retrospective
- 1999 Miles Remembered: The Silent Way Project
- 2009 Bittersweet with Kate Ceberano
- 2015 The Longest Ride (Original Score Album).

### Rabbit Ears Storybook Classics
- 1987 The Steadfast Tin Soldier (narrátor: Jeremy Irons)
- 1988 The Emperor and the Nightingale (narrátor: Glenn Close)
- 1989 Thumbelina (Narrátor: Kelly McGillis)
- 1990 The Emperor's New Clothes (narrátor: John Gielgud)
- 1992 The Boy Who Drew Cats (narrátor: William Hurt)
- 1994 The Firebird (narrátor: Susan Sarandon)

### Más
- 2000 Hymn of Asia: L. Ron Hubbard (Instrument Orchestration and Choral Arrangements)
- 2006 Theme to the United States Army's Army Strong campaign[10]
- 2007 Human the Death Dance by Sage Francis (Production on "Good Fashion" and "Water Line")
- 2009 Dallas et Kate with Kate Ceberano

## Filmzenei együttműködések
Sablon:Div col

### 1980-as évek
- Ne féljünk a farkastól (1983)
- The Times of Harvey Milk (1984)
- Country (1984)
- Mrs. Soffel – Börtönszerelem (1984)
- Trouble in Mind (1985)
- Országút fantomja (1986)
- Portraits of Anorexia (1986)
- Mennyei szerelem (1987)
- A modernek (1988)
- A tank (Háborús fenevad) (1988)

### 1990-es évek
- Végzetes érdekek (1990)
- Tibet (1990)
- Az élvhajhász (1990)
- A szerencse forgandó (1990)
- Öldöklő vágyak (1991)
- Elveszett szivek (1991)
- Holtpont (1991)
- Más, mint a többiek (1991)
- Billy Bathgate (1991)
- Éjfélre kitisztul (1992)
- Gyilkosság nagyvonalakban (1992)
- Huncut világ (1992)
- Folyó szeli ketté (1992)
- Gyilkosság villanófényben (1992)
- Egerek és emberek (1992)
- Hawaii: Born in Paradise (1993)
- Hiába futsz (1993)
- Égi tűz (1993)
- Made in America (1993)
- Rövidre vágva (1993)
- Rómeó vérzik (1993)
- Szökésben (1994)
- Magánórák (1994)
- Mrs. Parker és az ördögi kör (1994)
- Hüvelyk Panna (1994; with William Ross)
- Kvíz Show (1994)
- Időzsaru (1994)
- Chicago Hope Kórház (1994)
- Nell, a remetelány (1994)
- A hetedik fiú (1994)
- Miami rapszódia (1995)
- Waterworld – Vízivilág (1995) (Rejected score)
- Bármi áron (1995)
- The Net (1995)
- Szédült hétvége (Egy békés családi ünnep) (1995)
- Az utolsó tánc (1996)
- Gotti (1996)
- Repülj velem! (1996)
- EZ Streets (1996) (TV series theme and two episodes)
- Afterglow (1997)
- A gyűjtő (1997)
- Manhattanre leszáll az éj (1997)
- Michael Hayes (1997) (TV series theme)
- Nothing Sacred (1997) (TV series theme)
- A védelem ára: Szemet szemért (1997)
- Kicsi Fa az indiánok között (1997)
- A védelem ára: Bűnbak (1998)
- Démoni csapda (1998)
- From the Earth to the Moon (1998) (two episodes)
- Penge (1998)
- The Defenders: Taking the First (1998)
- Dolcsi Vita (1998)
- The Blood Tide (1998)
- Első látásra (1999)
- Prérifarkas Blues (1999)
- Bajnokok reggelije (1999)
- Októberi égbolt (1999)
- Családjogi esetek (1999)
- Pár-baj (1999)
- Galapagos (1999)

### 2000-es évek
- A bevetés szabályai (2000)
- Pénzt és életet! (2000)
- Trixie (2000)
- Férfibecsület (2000)
- What Women Want (2000)
- From the Ground Up (2001)
- A szívem érted RAPes (2001)
- Az élet háza (2001)
- Aranytartalék (2001)
- Ne szólj száj! (2001)
- Mi lenne ha? (2001)
- Imposztor (2002)
- Karibi vakáció (2002)
- Holdfényév (2002)
- A gázoló (2003)
- The Cooler (2003)
- A spártai (2004)
- Csoda a jégen (2004)
- Függőség (2004)
- Ütközések (2004)
- Pata-csata (2005)
- Papák a partvonalon (2005)
- Egy cipőben (2005)
- Halálos hajsza (2006)
- Kutyahideg (2006)
- Legyőzhetetlen (2006)
- Bobby Kennedy – A végzetes nap (2006)
- Fekete Dália (2006)
- A Donnelly klán (2007)
- Saját szavak (2007)
- Elah völgyében (2007)
- Gyávák és hősök (2007)
- Gracie (2007)
- Cserbenhagyás (2007)
- Ízlések és pofonok (2007)
- Next – A holnap a múlté (2007)
- A köd (2007)
- A zsaruk becsülete (2008)
- A megállíthatatlan (2008)
- A méhek titkos élete (2008)
- Nők 2008
- Ütközések 2008
- Egyetlenem 2009
- Crossing Over (2009)
- Nem feledve (2009)
- Mocskos zsaru – New Orleans utcáin (2009)
- Fame – Hírnév (2009)

### 2010-es évek
- A tébolyultak (2010)
- A mestergyilkos (2011)
- Delfines kaland (2011)
- The Factory (2011)
- Egyszer volt, hol nem volt (2011-2016)
- Warrior (2011)
- Szerencsecsillag (2012)
- Elárulva (2012)
- Beauty and the Beast (2012) (theme and pilot score)
- The Inevitable Defeat of Mister & Pete (2013)
- A 42-es (2013)
- Harcban élve (2013)
- Once Upon a Time in Wonderland (2013–2014)
- Beyond the Lights (2014)
- Delfines kaland 2. (2014)
- Blood & Oil (2015)
- Septembers of Shiraz (2015)
- Bűnök és előítéletek (2015)
- Hosszú utazás (2015)
- Mr. Church (2015)
- The Longest Ride (2015)
- A mestergyilkos – Feltámadás (2016)
- A könyvelő (2016)
- Kitaszítva (2016)

## Fordítás
Ez a szócikk részben vagy egészben  a   Mark Isham című angol Wikipédia-szócikk fordításán alapul.  Az eredeti cikk szerkesztőit annak laptörténete sorolja fel. Ez a jelzés csupán a megfogalmazás eredetét és a szerzői jogokat jelzi, nem szolgál a cikkben szereplő információk forrásmegjelöléseként.